# Dwight Gooden
Dwight Eugene Gooden (* 16. November 1964 in Tampa, Florida), Spitznamen „Doc“ und „Dr. K“, ist ein ehemaliger US-amerikanischer Baseballspieler in der Major League Baseball. Der rechtshändige Pitcher konnte in seiner Karriere drei Mal die World Series gewinnen, war vierfacher All-Star und gehört zu den wenigen Pitchern, die einen No-Hitter werfen konnten. Neben seinen sportlichen Erfolgen ist Gooden häufig während und nach seiner aktiven Karriere aufgrund von Alkohol- und Drogenproblemen auffällig geworden.

## Karriere

### 1982–1986
Gooden wurde im MLB Draft 1982 in der ersten Runde von den New York Mets an fünfter Stelle gewählt und spielte bis Ende 1983 bei den Little Falls Mets und Lynchburg Mets, zwei damaligen Minor League Teams der Franchise.
Im Alter von 19 Jahren debütierte Gooden am 7. April 1984 für die Mets in der Major League. Beim 3:2-Auswärtserfolg bei den Houston Astros pitchte er fünf Innings, kassierte nur einen Run und ihm wurde der erste Win seiner Karriere gutgeschrieben. Über die Saison kam der Spieler zu 31 Starts und brachte es in seiner ersten Major League Saison auf ein Win–Loss–Verhältnis von 17:9, woraufhin er zum Rookie of the Year der National League gewählt wurde. Zudem wurde er bereits im ersten Jahr zum MLB All-Star Game eingeladen.
1985 steigerte sich Gooden und spielte die wohl beste Saison seiner Karriere. Bei 35 Starts konnte er 24 Wins bei nur 4 Losses (Siegquote 85,7 %) erreichen. Hinzu kamen ein überragender ERA von 1,53 und 268 Strikeouts in 276,2 Innings. Da Gooden bei allen drei Statistiken, also Wins, ERA und Strikeouts der beste Spieler der Saison war, wurde er mit der Triple Crown geehrt. Neben der zweiten Einladung zum All-Star Spiel und Platz 4 in der Wahl zum MVP der National League wurde Gooden mit dem Cy Young Award als bester Pitcher der National League geehrt.
Auch im darauffolgenden Jahr spielte Gooden wieder eine starke Regular Season und gehörte zu den großen Hoffnungen der Mets in den Play-offs, die das Team erstmals seit 1973 wieder erreicht hatte. Gooden startete in Spiel 1 der NLCS 1986 gegen die Houston Astros und ließ im Pitcher-Duell mit Mike Scott nur einen Run zu. Die Mets punkteten aber selbst nicht und ihm wurde der Loss angelastet. Beim Start in Spiel 5 der Serie gab es eine No-Decision für Gooden, also weder ein Win noch ein Loss.  In der anschließenden World Series 1986 gegen die Boston Red Sox enttäuschte der bis dato beste Pitcher der Mets dann etwas und kam bei seinen zwei Starts in Spiel 2 und Spiel 5 nie über 5 gepitchte Innings hinaus. Er musste in insgesamt neun gepitchten Innings acht Runs hinnehmen und war beide Male der unterlegene Pitcher. Allerdings gewannen die Mets vier der fünf Spiele, bei denen Gooden nicht zum Einsatz kam und gewannen die Serie mit 4:3 Spielen.

### Frühe Drogenprobleme
An der großen Parade durch New York City nach dem Triumph der Mets nahm Gooden nicht teil. Wie er später selber erklärte, war er zu dieser Zeit im Drogenrausch unter Fremden in der Wohnung eines Dealers. Nach eigenen Aussagen wurde ihm 1986 auf einer Party erstmals Kokain angeboten, was den Beginn seiner Sucht markierte. Gooden spricht davon, dass es sich unglückerweise um „Liebe auf den ersten Blick“ handelte.
Am 13. Dezember 1986 wurde Gooden nach einem handgreiflichen Streit mit der Polizei in Tampa verhaftet. In diesem Zusammenhang wurde auch erstmals öffentlich über Goodens Drogenkonsum spekuliert. Bei einer Kontrolle im Spring Training im März 1987 wurde schließlich der Kokainkonsum nachgewiesen und Gooden wurde Anfang April ins Smithers Center for Alcoholism and Drug Treatment eingeliefert, um dort eine Entziehungskur zu starten. Er wurde nach 27 Tagen entlassen und verpasste die ersten zwei Monate der Saison 1987 komplett.

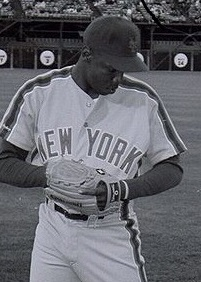
Gooden im Trikot der Mets

### 1987–1993
Gooden kam 1987 ab Anfang Juni nach der Entziehungskur wieder zum Einsatz und bestritt noch 25 Spiele für die Mets. Im Folgejahr spielte er wieder auf konstant hohem Niveau und kam bei 34 Spielen auf 18 Wins. Er wurde zum vierten und letzten Mal zum All-Star Spiel eingeladen.
1989 hatte Gooden erstmals mit Verletzungen zu kämpfen und kam aufgrund von Schulterproblemen nur zu 17 Einsätzen. 1990 kam er wieder stark zurück, erreichte eine Siegquote von über 73 % und war vierter bei der Wahl zum Cy Young Award. Auch 1991 startete er stark, wurde aber erneut von Verletzungen zurückgeworfen, die seine Karriere maßgeblich belasten sollten. Er musste sich einer komplexen Schulteroperation unterziehen und bereits zu diesem Zeitpunkt kamen Zweifel auf, ob er wieder das alte Niveau erreichen können würde.
Zur gesundheitlichen Krise kamen Anschuldigungen hinzu, Gooden hätte in einer von ihm angemieteten Wohnung zusammen mit seinen Mitspielern Vince Coleman und Daryl Boston eine 30-jährige Frau vergewaltigt. Letztendlich entschied die zuständige Staatsanwaltschaft, keine Anklage gegen die Spieler zu erheben, da es keine die Anschuldigungen bekräftigenden Beweise gebe, sondern nur die Aussage des potenziellen Opfers, der drei Aussagen der Spieler gegenüberstehen.
Nach seiner Rekonvaleszenz konnte Gooden nicht mehr an die Leistungen der Vorjahre anknüpfen und beendete die Saison 1992 erstmals in seiner Karriere mit einem negativen Pitching Record von 43,5 %. Auch 1993 standen am Ende der Spielzeit mehr Losses als Wins in den Statistiken.

### 1994–1995: erneute Drogenprobleme
In der durch den Streik verkürzten Saison 1994 kam Gooden bei sieben Starts erneut nur zu drei Siegen und somit einer Siegquote von 42,9 %. Im Juni 1994 wurde Gooden für 60 Tage von der MLB gesperrt, nachdem er gegen die Auflagen des Drogennachsorgeprogramms verstoßen hatte. Noch während der laufenden Sperre wurde der Spieler erneut positiv auf Kokainkonsum getestet und die MLB sperrte ihn daraufhin für die komplette Saison 1995. Gooden war nun nicht mehr Spieler der Mets, sondern im Free Agent Status. Verantwortliche der Mets sagten, es sei nun wichtiger, dass der Mensch Dwight Gooden wieder auf die Beine käme. Sämtliche Spekulationen über die weitere Baseballkarriere seien erst einmal nebensächlich.

### 1996 – 2000
Am 20. Februar 1996 unterschrieb Gooden einen Vertrag bei den New York Yankees, spielte in seiner ersten Saison in der Bronx 29 Mal und konnte wieder eine positive Siegquote von 61 % erreichen. Die Yankees gewannen die World Series 1996, allerdings konnte Gooden verletzungsbedingt an keinem der Post Season Spiele teilnehmen. Er kam 1997 bei mit dem Vorjahr vergleichbaren Leistungen etwas seltener zum Einsatz, nahm allerdings erstmals für die Yankees an einem Play-off-Spiel teil. Er startete in Spiel 4 der American League Division Series gegen die Cleveland Indians und musste in etwas mehr als 5 Innings einen Run hinnehmen. Die Yankees verloren die Serie gegen die Indians mit 2:3 Spielen und schieden aus.
Gooden selber war nach Saisonende 1997 wieder im Free Agent Status und unterschrieb im Dezember 1997 bei den Cleveland Indians einen neuen Vertrag. Dort kam er 1998 zu 23 und 1999 zu
26 Einsätzen und beendete seinen zweijährigen Aufenthalt in Cleveland mit elf Siegen bei zehn Niederlagen. 1998 kam er zudem zu zwei Play-off-Einsätzen mit den Indians, einer davon gegen sein ehemaliges Team, die Yankees, bei dem er in Spiel 4 der American League Division Series am Ende der Losing Pitcher war.
In der Saison 2000 spielte Gooden dann innerhalb einer Spielzeit für drei verschiedene Teams. Aus dem erneuten Free Agent Status heraus unterschrieb er bei den Houston Astros. Dort machte er nur ein Spiel, kassierte in diesem vier Runs in vier Innings und wurde fünf Tage später an die Tampa Bay Devil Rays verkauft. In Tampa absolvierte er im Mai 2000 acht Spiele, von denen er zwei gewinnen konnte. Am 25. Mai wurde er von den Devil Rays entlassen und kehrte im Juni 2000 wieder zu den New York Yankees zurück.
Er wurde nun des Öfteren als Relief Pitcher eingesetzt und startete nur bei fünf seiner 18 Spiele in der Regular Season für die Yankees. Auch in der Post Season kam er noch mal zu zwei Einsätzen, ebenfalls beide als Reliefer. In Spiel 4 der ALDS pitchte er nur 1,2 Innings lang, musste dabei aber 4 Runs hinnehmen und verzeichnete zwei Hit Batsman. Auch in Spiel 5 der ALCS gegen die Seattle Mariners am 15. Oktober wurde Gooden nochmals kurz eingesetzt, durfte aber in der folgenden World Series 2000, die die Yankees für sich entscheiden konnten, nur zuschauen.

## Karriereende, weitere Konflikte mit dem Gesetz und die Mets Hall of Fame

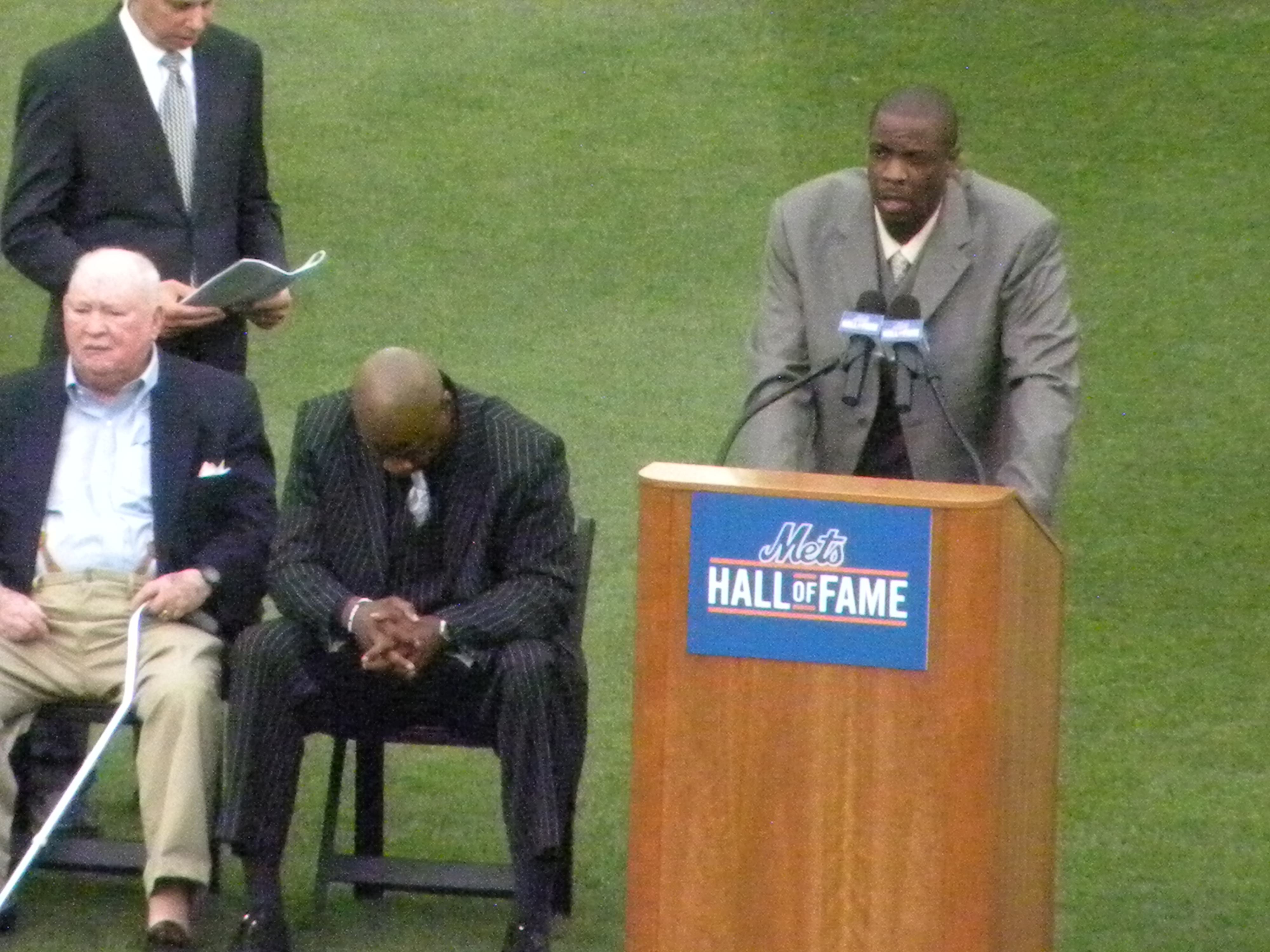
Dwight Gooden bei seiner Rede anlässlich der Aufnahme in die Hall of Fame der New York Mets

Nach seinem Karriereende 2000 stand Gooden im Jahr 2006 erstmals zur Wahl um in die Baseball Hall of Fame aufgenommen zu werden. Das Ergebnis der Baseball Writers Association of America allerdings war vernichtend. Nur 17 der 520 Stimmberechtigten (3,3 %) sprachen sich für seine Aufnahme aus und Gooden war, da er die 5 % Hürde nicht erreicht hatte, von allen zukünftigen Wahlen ausgeschlossen.
Offensichtlicher Grund dafür war unter anderem auch, dass Gooden nach seiner aktiven Karriere erneut häufiger öffentlichkeitswirksam mit dem Gesetz in Konflikt kam. So wurde er im Februar 2002 in seiner Heimatstadt festgenommen, nachdem er unter Alkohol- bzw. Drogeneinfluss und ohne gültige Fahrerlaubnis am Steuer erwischt wurde. Knapp ein Jahr später wurde er erneut verhaftet, ebenfalls aufgrund Fahrens ohne gültige Fahrerlaubnis. Im März 2005 erfolgte eine Festnahme, nachdem er seine Ex-Frau, die allerdings zuvor ein Telefon nach ihm geworfen hatte, geschlagen hatte.
Die nächste Verhaftung folgte im März 2006 aufgrund eines Verstoßes gegen seine Bewährungsauflagen. Er wurde zu einem Jahr Haft verurteilt und saß von April bis November 2006 im Gefängnis ein. Nach fast siebenmonatiger Haft wurde er vorzeitig entlassen.
Im März 2010 verließ Gooden unerlaubt einen Unfallort und wurde kurz darauf unter Drogeneinfluss gestellt und erneut in Gewahrsam genommen. Zudem wurde er wegen Kindeswohlgefährdung angeklagt, da zum Zeitpunkt des Vorfalls sein fünfjähriger Sohn mit im Auto und in seiner Obhut war. Gooden bekannte sich zu dem Punkt der Kindeswohlgefährdung schuldig und wurde zu Fünf Jahren auf Bewährung verurteilt.
Trotz der privaten Auffälligkeiten von Dwight Gooden sind seine außergewöhnlichen Leistungen, vor allem die in seinen ersten Karrierejahren, nicht in Vergessenheit geraten. Die New York Mets entschieden trotz vereinzelter Proteste, den Spieler in die clubeigene Hall of Fame aufzunehmen. Am 1. August wurde er offiziell in die Mets Hall of Fame aufgenommen.
Gooden war im Jahre 2011 Teil der fünften Staffel der Reality-TV-Show Celebrity Rehab with Dr. Drew, bei der Prominente während des Drogenentzugs in einer Klinik gefilmt werden.